# アメリカ村 (美浜町)

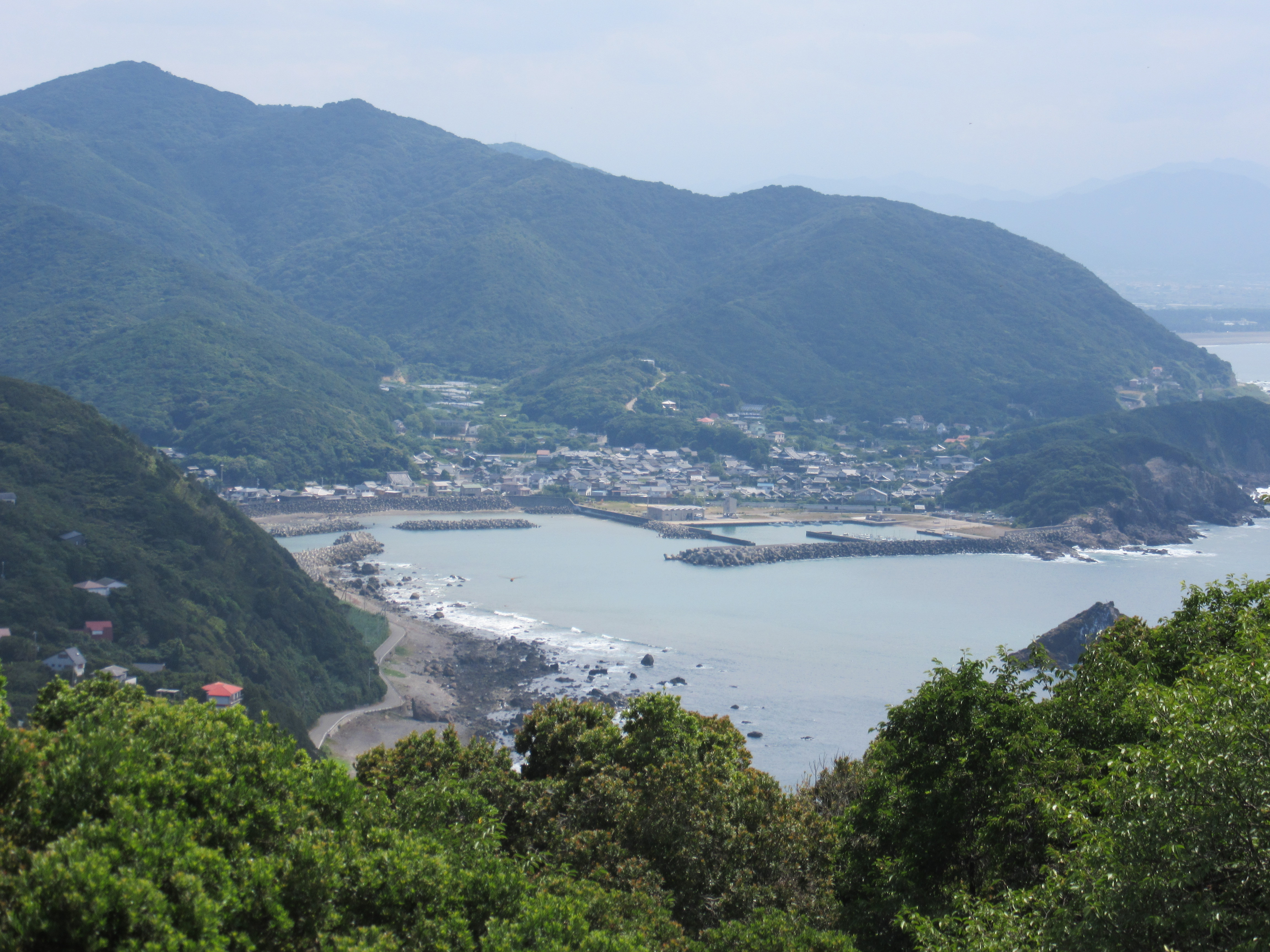
日の岬パークより三尾浦と美浜町三尾（アメリカ村）を望む

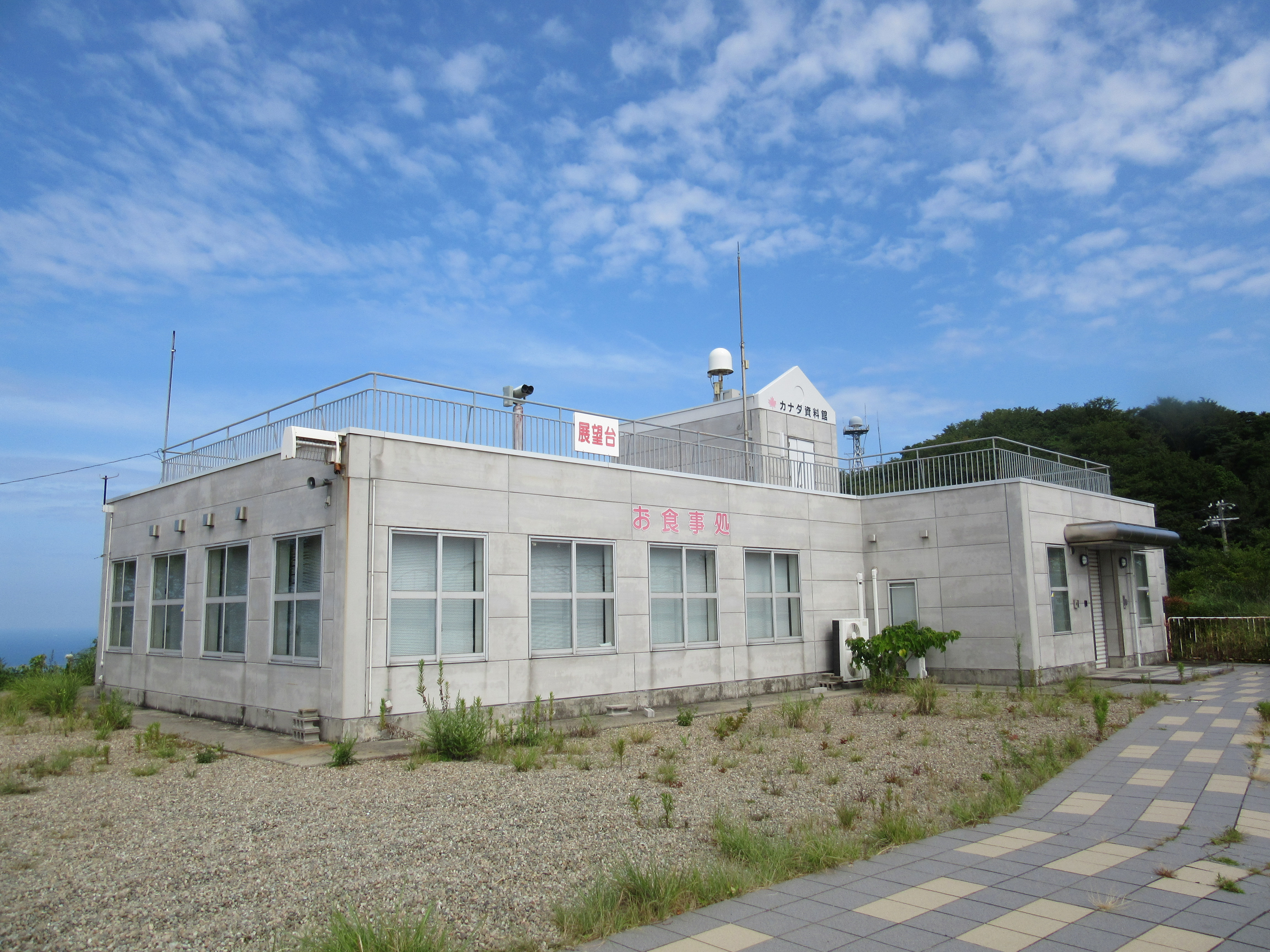
日の岬パークのカナダ記念館（2017年撮影。当時は休館中）

アメリカ村（アメリカむら）は、和歌山県日高郡美浜町三尾の通称。アメリカ大陸（実際にはカナダ・ブリティッシュコロンビア州）への移民を多く送り出した村として知られている。

## 概要
日ノ御埼の東麓にある漁村・三尾浦（三尾村）は、山がせまり耕地の乏しい地形にある。江戸時代には漁業で栄えたが、耕作する土地もなく江戸末期から明治初期にかけて漁場争いに敗れるなどした結果、生活は困窮を余儀なくされていた。
1888年（明治21年）、三尾出身の工野儀兵衛を筆頭とする数名の若者はカナダに渡航、バンクーバー郊外の漁村スティーブストン付近のフレーザー川で「鮭が湧く」ように見えるほどであるのに鮭漁がまったく盛んでない状況を郷里に伝え移住をすすめたことから、1889年（明治22年）より三尾からカナダ・スティーブストンへの集団的な移民が始まった。三尾村は、1894年（明治27年）4月19日に日ノ御崎沖合で起こった和州岸和田漁民との漁場争いに敗れ、漁業に大打撃を受けたことも移民を増やすことに拍車をかけた。
三尾出身のカナダ移民の数は1940年（昭和15年）頃には2000余人に達し、カナダの日系移民社会の一大勢力となった。漁業・林業などに従事した移民たちは郷里への送金を行い、三尾は富裕な村となった。また、出稼ぎや長期生活を終えて帰国した人々はカナダの生活様式を持ち帰り、ロッジ風の民家を建てる人々もいた。これらのことから、三尾村はアメリカ村として知られるようになった。
しかし、第二次世界大戦の勃発により、敵性外国人となった日系人は財産を没収された上で日本への帰国かカナダ残留かを迫られ、残留を選択した者も強制収容所に収容された（この収容は大日本帝国降伏後の1949年（昭和24年）まで続いた）。三尾村には400人以上がカナダから引揚げて来た。三尾村は「アメリカ村」なるがゆえに警察の監視を受けるなどの困難を強いられた。また紀伊日ノ御埼灯台が空襲の被害を受けている。戦後もカナダとの往来は許可されず、送金も途絶えたままの状態であり、また戦地からの復員などで人口が増加し、食糧難などの困難な状況が続いた。
1950年（昭和25年）に三尾カナダ連絡会が結成され、それらの団体の尽力もあり、カナダへの再渡航が始まった。そして、1960年（昭和35年）頃にはほぼ全ての引揚者がカナダへ帰国した。
三尾はカナダで働き終えた移民たちの隠居村としての性格を持っていた。しかし、移民たちが世代を重ね、日系カナダ人として現地に定着するようになると、ルーツの地としての位置づけに変わった。三尾にゆかりのある日系カナダ人は約5000人いるといい、現在も交流が行われている。近年は高齢化により、放置された空き家も目立つものの、本瓦の家々の景観は観光資源となっている。三尾の集落内には現在も「アメリカ村」という名のバス停がある。
日ノ御埼（日の岬パーク）にはカナダ資料館（アメリカ村資料館）が建てられており、往時のカナダ移民の暮らしを知る資料が展示されていたが、2015年2月に管理をしていた日の岬国民宿舎の閉鎖とともに休館した。
2018年7月に三尾地区の古民家を活用したカナダミュージアムが新たにオープンした。同施設は1934年ごろにカナダ移民が建てた建物を活用したものであり、国の登録有形文化財に登録されている 同施設はカフェも併設されている。
2021年5月にはカナダミュージアムのガーデンに、カナダの彫刻家により制作されたトーテムポールが設置された。このトーテムポールは三尾村のカナダ移民先駆者・工野儀兵衛のひ孫、髙井利夫が理事長を務めるNPO法人国際協力推進協議会から美浜町に寄贈された。

## ドキュメンタリー
- 新日本紀行「アメリカ村 -和歌山県美浜町三尾-」（1974年3月4日、NHK）[8]